# Pattie Boyd
Patricia Anne "Pattie" Boyd, född 17 mars 1944 i Taunton, Somerset, är en brittisk fotograf och före detta fotomodell. 
Boyd var en framgångsrik modell under 1960-talet och förekom bland annat på omslaget till modetidningen Vogue. Boyd var gift 1966–1977 med George Harrison och 1979–1989 med Eric Clapton; 2015 gifte hon sig med Rod Weston. Hennes syster har varit gift med Mick Fleetwood.

## Dedicerade sånger
Låten "Something", skriven av Harrison, på Beatles-albumet Abbey Road påstås handla om Pattie Boyd. "Layla" av Eric Clapton är skriven om Pattie Boyd många år innan paret gifte sig. Låten "Wonderful Tonight" skrev Clapton den 7 september 1976 när han satt och väntade på att hon skulle bli färdig till Linda och Paul McCartneys årliga Buddy Holly-fest.